# HMP Ashfield
HMP Ashfield (His Majesty’s Prison Ashfield), wcześniej kategorii C dla przestępców seksualnych, zlokalizowane we wsi Pucklechurch (niedaleko Bristolu), w hrabstwie Gloucestershire w Anglii.
Więzienie zarządzane jest przez prywatną firmę Serco. W czerwcu 2020 znajdowało się w nim 385 więźniów.

## Historia
HMP Ashfield powstało na terenie dawnej bazy wojskowej sił powietrznych RAF Pucklechurch, działającej w latach 1939-1959. W 1962 budynki bazy zostały przeznaczone na areszt Pucklechurch Remand Centre, którego otwarcie nastąpiło w 1965 roku. Ośrodek został zniszczony w trakcie zamieszek w 1990 roku.
HMP Ashfield zostało otwarte w 1999 roku. Było to pierwsze prywatne więzienie dla młodocianych przestępców w Wielkiej Brytanii. Zaledwie cztery lata później w konsekwencji wielokrotnych zamieszek i raportów o złym zarządzaniu placówką, agencja Youth Justice Board odebrała wszystkich więźniów i zagroziła rekomendacją przejęcia więzienia przez sektor publiczny. Warunki uległy poprawie pod nowym zarządem i podczas inspekcji w roku kolejnym placówka otrzymała pozytywną ocenę.
W marcu 2008 roku otwarto nowe skrzydło przeznaczone dla więźniów odbywających swoją pierwszą karę. Zostało zaprojektowane w sposób mający tworzyć pozytywne otoczenie dla osadzonych, a także posiadało wyposażenie pozwalające na umieszczanie więźniów w wieku 15 i 16 lat.
Podczas inspekcji w 2013 stwierdzono, że więźniowie są narażeni na niedopuszczalny poziom przemocy, w tym złamania spowodowane przez strażników. HMP Ashfield zostało przekształcone w więzienie dla dorosłych przestępców seksualnych w lipcu 2013 r. i w miejsce leczenia w 2014 r.

## Znani byli więźniowie
- Rosemary West – brytyjska seryjna morderczyni; w 1995 roku została skazana za morderstwa 10 kobiet i dziewczyn, przebywała w Pucklechurch Remand Centre w czasie procesu w Winchester Crown Court[8];
- Stephen Fry – brytyjski komik i aktor[9].